# 白细胞介素-7

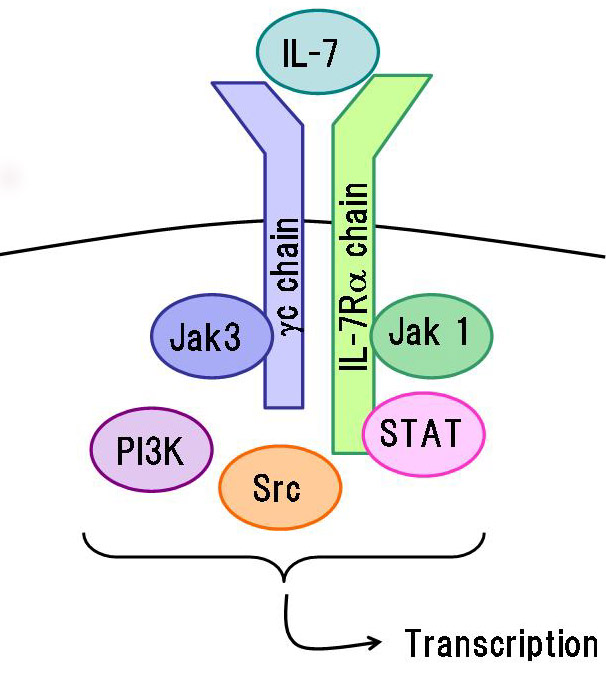
白细胞介素-7与相关信号传导蛋白

白细胞介素-7（缩写IL-7）是一种由人类基因 IL7 编码的蛋白质，主要由骨髓和胸腺中的基质细胞分泌，角质形成细胞、樹突狀細胞、肝細胞、神經元、上皮組織也会产生该因子，但正常淋巴细胞不会产生该因子。